# Yapen
Yapen (indonesiska Pulau Yapen, tidigare Jappen Eilanden) är en ö bland Schoutenöarna som tillhör Indonesien i västra Stilla havet.

## Geografi
Yapen-ön är en del av provinsi (provins) Papua längst österut i Indonesien och ligger cirka 2 800 km nordöst om Djakarta och cirka 50 km söder om huvudön Biak. Dess geografiska koordinater är 1°25′ S och 136°14′ Ö.
Ön är av vulkaniskt ursprung och har en area om cirka 2 424 km². Den högsta höjden är på cirka 1 500 m ö.h. Befolkningen uppgår till cirka 88 000 invånare varav de flesta bor i huvudorten Serui på öns södra del. Yapen täcks till stor del av regnskog.
Ön sträcker sig 35,0 kilometer i nord-sydlig riktning, och 165,9 kilometer i öst-västlig riktning.
Förvaltningsmässigt ingår Yapen i "kabupaten" (distrikt) Yapen Waropen.
Ön har en flygplats Serui Airport (flygplatskod "ZRI") för lokalt och internationellt flyg.

## Historia
Yapen beboddes troligen av melanesier redan cirka 1500 f Kr. Yapen och de närliggande öarna upptäcktes av nederländske kapten Willem Corneliszoon Schouten och Jacob Le Maire 1616.
Under andra världskriget ockuperades området 1942 av Japan och återtogs av USA 1944. Därefter återgick ön till nederländsk överhöghet fram till överlämning av Papua till Indonesien år 1963. 